# Louis Henri de Bourbon, Duce de Bourbon, Prinț de Condé
Louis Henri de Bourbon, Duce de Bourbon, Prinț de Condé (n. 18 august 1692, Versailles, communauté d'agglomération Versailles Grand Parc⁠(d), Regatul Franței – d. 27 ianuarie 1740, Chantilly, Picardie⁠(d), Franța) a fost șeful Casei Bourbon-Condé ramură a casei regale franceze Casa de Bourbon din 1700 până la moartea sa și prim ministru în timpul regelui Ludovic al XV-lea din 1723 până în 1726.

## Biografie
Louis Henri s-a născut la Versailles ca fiul cel mare al lui Louis al III-lea, Prinț de Condé și a soției acestuia, Louise-Françoise de Bourbon, fiica cea mare recunoscută a regelui Ludovic al XIV-lea și a metrese sale,  Madame de Montespan. Pe linie paternă a fost nepot al lui Louis de Bourbon, le Grand Condé.
În urma morții altor moștenitori la tronul Franței, la începutul secolului al XVIII-lea (cu excepția ducelui de Anjou, nepot al regelui Ludovic al XIV-lea și viitor rege sub numele de Ludovic al XV-lea), Bourbon a fost al treilea în linia succesiune la tron, fiind precedat de Filip al II-lea, Duce de Orléans, care a devenit regent, și de fiul acestuia, Louis d'Orléans, Duce de Chartres. A fost prim-ministru în timpul domniei regelui Ludovic al XV-lea din 1723 până în 1726.
Probabil înainte de a împlini vârsta de 25 de ani, în urma unui accident la vânătoare, și-a putut folosi un singur ochi.

### Consiliul de Regență (1715-1723)
În septembrie 1715, Philippe d'Orléans, care tocmai devenise regent în numele micului rege în vârstă de 5 ani, Ludovic al V-lea, l-a numit pe ducele de Bourbon, pe atunci în vârstă de 23 de ani, în primul său Consiliu de Regență, cel mai înalt corp consultativ al guvernului francez în timpul minoratului regelui, echivalent cu Consiliul Regelui, în timpul domniei unui rege adult. 
În 1718, el l-a înlocuit pe Louis-Auguste de Bourbon, duce du Maine ca supraveghetor al educației regelui. Asta s-a întâmplat la Consiliul de Regență din 26 august, la care Maine și contele de Toulouse, cei doi fii recunoscuți ai regelui Ludovic al XIV-lea,  au fost retrogradați în rang. Instruirea tânărului rege n-a fost afectată, vechiul pedagog André-Hercule de Fleury, episcop de Fréjus, rămânând în funcție.    
Multe dintre descrierile contemporanilor vorbesc despre lipsuri ale caracterului ducelui: lăcomie, moravurile proaste și prostie. De exemplu, Barbier a spus că: "are o minte foarte limitată, nu știe nimic, îi place doar vânătoarea."

### Prim-ministru (1723-1726)

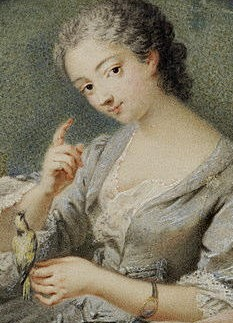
Marchiza de Prie, amanta ducelui de Bourbon

La 2 decembrie 1723, după moartea ducelui  d’Orléans, ducele de Bourbon a cerut imediat regelui succesiunea sa ca prim-ministru. Cu aprobarea lui Fleury, Ludovic al V-lea a acceptat. Cu toate acestea, el a promis să nu-l vadă pe Bourbon în absența lui Fleury. Urât, cu un singur ochi, Ducele de Bourbon a fost considerat în cuvintele epocii, "spirit mic". Cardinalul de Bernis a scris în memoriile sale despre primul-ministru: "Dacă onestitatea și bunele intenții ar fi fost suficiente pentru a această poziție importantă, ducele ar fi putut spera că va reuși, dar el nu are talent și adesea nici sfaturi bune."
Acesta avea un temperament nestatornic și grăbit. S-a îmbogățit foarte mult (peste 20 de milioane de livre) datorită "sistemul de drept". Amanta ducelui, marchiza de Prie, a avut o mare influență asupra lui. Bourbon a abandonat o parte din afaceri lui Fleury, în special cele religioase, inclusiv cearta în legătură cu bula Unigenitus.
Una dintre primele mutări pe care le-a făcut ca prim-ministru a fost să-l înlocuiască pe  d'Argenson, ministrul poliției cu Nicolas Ravot d'Ombreval, care era rudă cu de Prie. Acest lucru i-a dat lui Bourbon controlul de cenzură al presei, și de asemenea, control asupra poștei.
Una dintre cele mai importante realizări ale prim-ministrului duce a fost aranjamentul căsătoriei regelui. Regele era logodit încă din 1721, de la vârsta de 11 ani, cu Mariana Victoria, Infanta Spaniei, fiica regelui Filip al V-lea al Spaniei (care era nepotul regelui Ludovic al XIV-lea al Franței). În 1724 Infanta avea 6 ani și unii au considerat că Franța va trebui să aștepte prea mulți ani pentru un moștenitor. De asemenea, se temeau că dacă Ludovic al XV-lea moare fără moștenitori, atunci regele Spaniei, Filip al V-lea de Bourbon, va ignora Tratatul de la Utrecht prin care a renunțat la drepturile sale asupra coroanei franceze și va revendica tronul, cufundând  Franța și Spania în conflict cu celelalte puteri europene.

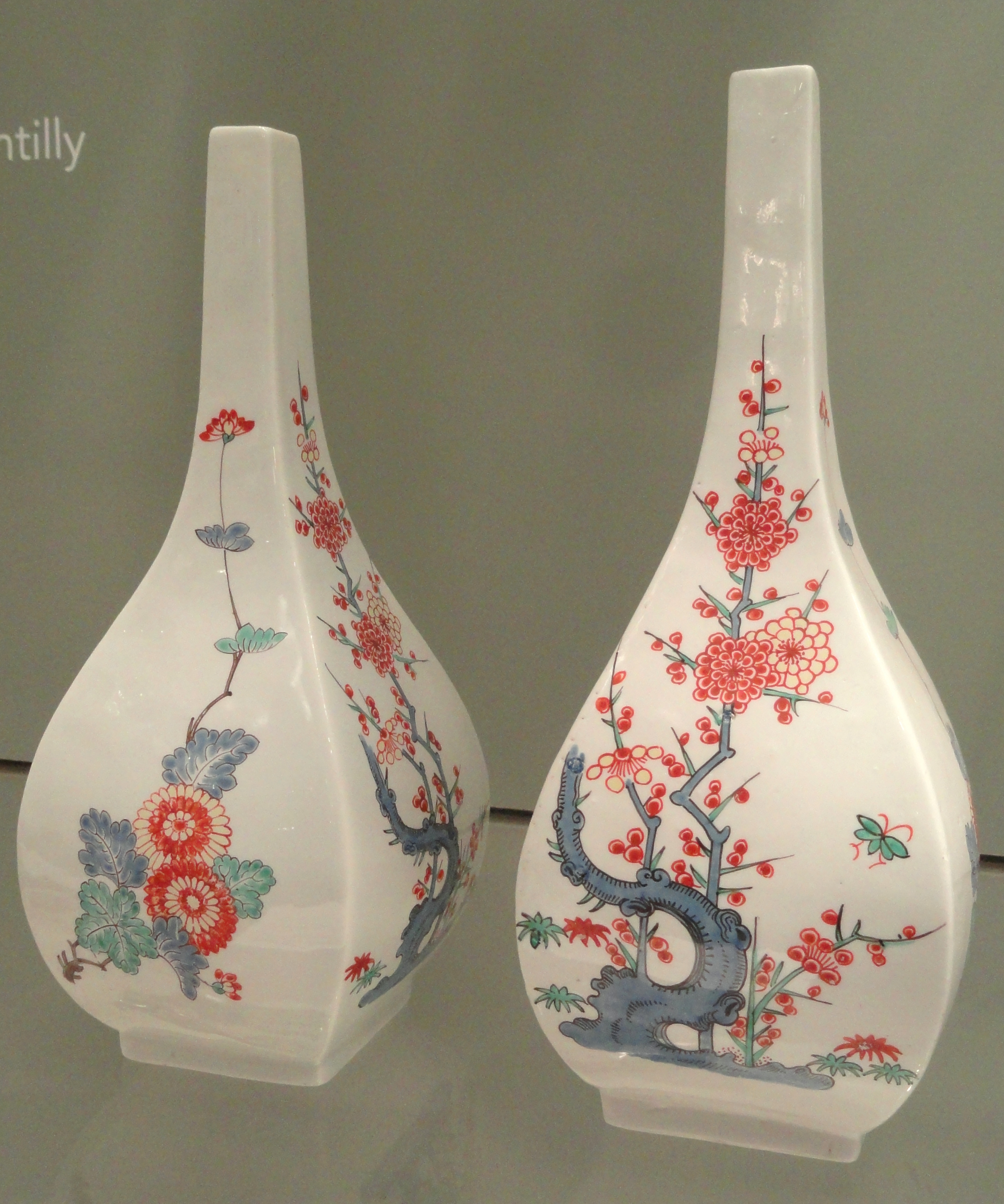
Porțelan din colecția Prințului de Condé, Gardiner Museum, Toronto, Ontario, Canada.

Se pare că în vara anului 1724, marchiza de Prie, și, de asemenea, Ducele, au luat în considerare ruperea logodnei lui Ludovic al XV-lea cu Infanta, în ciuda ofensei adusă Spaniei, și găsire unei soții care ar putea da țării un moștenitor cât mai repede posibil.
În iarna anului 1725 înlocuirea infantei a fost hotărâtă. Printre candidate s-au inclus surorile Ducelui, în special Mademoiselle de Vermandois. De Prier s-a opus considerând că va acorda mamei ducelui Bourbon prea multă influență.
În aprilie 1725, infanta a fost trimisă înapoi la Madrid — Ludovic nici măcar nu și-a luat rămas bun de la ea. O candidată puternică a fost fiica regelui George I al Marii Britanii. Dacă ea ar fi fost de acord să devină catolică, ar fi început negocierile de căsătorie. Acest lucru ar fi creat mari dificultăți tatălui ei, care ocupa tronul Angliei în special pentru că era protestant în timp ce rivalul său, James Stuart, era catolic. A trebuit să refuze politicos oferta Franței.
O altă candidată importantă a fost Marea Ducesă care mai târziu a devenit împărăteasă, Elisabeta a Rusiei. Alte candidate au inclus pe: Prințesa Anne Charlotte de Lorena, prințesă de Savoia care era verișoară primară cu Ludovic al XV-lea, și Caroline de Hesse-Rotenburg.
Alegerea finală a fost pentru fiica regelui detronat al Poloniei. Numele ei era Marie Leszczyńska; tatăl ei, Stanislaus, ocupase tronul Poloniei din 1704 cu sprijinul regelui Carol al XII-lea al Suediei. A pierdut tronul după cinci ani deoarece susținătorul său a fost învins de Petru cel Mare, la Poltava. Stanislaus s-a refugiat inițial în Germania, apoi în Franța, unde regentul i-a dat o casă la Wissembourg în Alsacia, o pensie de cincizeci de mii de livre, plătite neregulat, și, ca un semn de respect, câteva regimente de soldați drept gardă de onoare. "Proprietățile lui în Polonia au fost confiscate și bijuteriile soției sale amanetate".(Gooch)
Marie nu avea reputația unei mari frumuseți sau inteligențe, însă nu era urâtă, era sănătoasă și bună, generoasă și calmă. La 31 martie 1725, Consiliul s-a întâlnit și și-a dat acordul pentru Marie Leczińska. La 27 mai, numele viitoarei regine a fost făcut public.
Bourbon a rămas prim-ministru până în 1726 când a fost îndepărtat în favoarea Cardinalului Fleury.

### Ultimii ani
Bourbon a fost exilat la moșia sa, Château de Chantilly, la 40 km nord-est de Paris. Castelul a suferit un fel de renaștere, fiind descris ca o "reședință splendidă". El a murit acolo, la vârsta de 47 de ani. Titlurile din familia Bourbon-Condé au trecut fiului său în vîrstă de 4 ani, care a deținut titlul de prinț de Condé timp de peste șapte decenii.